# Сайдхасанов, Исмаил Исламович
Исмаил Исламович Сайдхасанов (род. 25 августа 1995) — российский борец греко-римского стиля, бронзовый призёр чемпионата России 2016 года, призёр чемпионатов Европы и мира среди молодёжи 2018 года, мастер спорта России.

## Биография
Чеченец. Начал заниматься борьбой в 2008 году. Живёт в Ростове-на-Дону. Занимается под руководством тренеров А. Б. Дугачиева и А. М. Закаряна. На соревнования представляет Ростовскую область.

## Спортивные результаты
- Первенство Европы по борьбе среди кадетов 2012 года — ;
- Первенство мира по борьбе среди юниоров 2015 года — 7 место;
- Турнир Ивана Поддубного 2016 года — 7 место;
- Чемпионат России по греко-римской борьбе 2016 года — ;
- Кубок Алроса 2016 года —  (в команде);
- Первенство Европы по борьбе среди молодёжи 2018 года — ;
- Мемориал Олега Караваева — ;
- Первенство мира по борьбе среди молодёжи 2018 года — ;